# Markt (economie)
Een markt is in de economie het geheel van omstandigheden, waaronder gevraagde en aangeboden hoeveelheden van een bepaald product, of een bepaalde dienst, verhandeld worden, en waar een prijs ontstaat. Het begrip staat centraal in de economische theorie van de prijsvorming in markteconomieën.

## Concrete en abstracte markt
Bij een concrete markt zijn beide partijen fysiek aanwezig, zoals een veemarkt of plaatselijke weekmarkt. Hiertegenover staat het in de economie meer gangbare begrip abstracte markt waar geen concrete, zichtbare, ontmoetingsplaats is waar iedereen elkaar ontmoet, zoals de graanmarkt en de huizenmarkt.
Op sommige abstracte markten heeft de prijs die daarop tot stand komt een eigen benaming:
- vermogensmarkt, bestaande uit de geld- en kapitaalmarkt: vraag naar en aanbod van geld (of van kredieten) op de korte termijn (<1 jaar) respectievelijk de lange termijn (vanaf 2 jaar); de prijs hiervan is interest (rente).
- wisselmarkt of valutamarkt: aanbod van de ene valuta om die om te wisselen in (te vragen naar)een andere valuta; de prijs hiervan is de wisselkoers of koers.
- arbeidsmarkt: vraag naar en aanbod van arbeidskrachten, de prijs die hier tot stand komt is loon.
- Het eerste voorbeeld, de veemarkt, is een goederenmarkt genoemd. In deze markt is de prijs gewoon de prijs.

## Markt met volkomen concurrentie
In de economische theorie wordt vaak gewerkt met het model van een markt met volkomen concurrentie, een perfecte markt. Dit is een ideaaltypische abstractie, waarbij sprake is van:
- Een groot aantal vragers en een groot aantal aanbieders (de aantallen zijn zo groot dat geen enkele individuele vrager of aanbieder ook maar de minste invloed kan uitoefenen op het prijsvormingsproces);
- Er wordt een homogeen product verhandeld (alle producten die gekocht of verkocht worden zijn in de ogen van resp. kopers en verkopers volkomen identiek en uitwisselbaar);
- De markt is doorzichtig ofwel transparant (vragers en aanbieders hebben alle informatie);
- Er is vrije toetreding en uittreding mogelijk (iedereen kan zonder enige belemmering als vrager of als aanbieder gaan optreden).

Op een dergelijke markt komt het evenwicht tussen vraag en aanbod tot stand door prijsvorming: de evenwichtsprijs is die prijs waarbij gevraagde en aangeboden hoeveelheden precies aan elkaar gelijk zijn. De marktwerking zorgt ervoor dat op zo'n markt optimaal tegemoetgekomen wordt aan de behoeften van de consument, terwijl de efficiënt werkende producent voldoende inkomsten genereert om zijn kosten te dekken. Ook ontstaan er tegenkrachten om de macht van sommigen (zowel vraag als aanbod) te neutraliseren, zoals beschreven in Galbraiths boek over countervailing power.
In de praktijk zal aan het ideaaltype van volkomen concurrentie nooit voldaan zijn. Wanneer er in belangrijke mate aan bovenstaande eigenschappen niet is voldaan, spreekt men van marktfalen.

## Voorbeelden van concrete markten
Voorbeelden van markten zijn een winkel, de effectenbeurs of een veiling. Deze verschillen in de manier waarop prijsvorming tot stand komt. In een winkel, bijvoorbeeld, is in principe één aanbieder aanwezig (monopolie; de winkels in een sector kunnen natuurlijk wel onderling concurreren), die per handelsdag de prijzen vaststelt. Iedere individuele consument bepaalt of zij een aangeboden goed zal afnemen. Bij de diverse types veilingen bepalen de consumenten, binnen vastgestelde grenzen, de prijs. Op een marktplaats kunnen per goed meerdere aanbieders zijn, die op elkaars prijzen kunnen reageren.
Door de opkomst van de electronic commerce neemt het belang van de elektronische marktplaatsen in belang toe.

## Regelgeving
De regels van handel op een markt kunnen worden beheerd door een markt- of veilingmeester. Daarnaast kunnen markten onderworpen zijn aan overheidsregulering. Bij een dergelijke gereguleerde markt kan een vergunning nodig zijn om een markt te betreden als aanbieder of er kunnen grenzen gesteld worden aan prijzen. Bij een vrije markt zijn die beperkingen er niet.
aanbod · aandeel · balans · bank · bedrijf · bedrijfsvorm · belegging · beroep · centrale bank · deflatie · economisch model · economische groei · effectenbeurs · elasticiteit · geld · handel · handelsoorlog · handelsrecht · handelsregister · inflatie · kartel · kredietcrisis · Kamer van Koophandel · lening · marketing · markt · marktaandeel · markteconomie · marktfalen · marktwerking · mededinging · modaal inkomen · monopolie · monopolistische concurrentie · monopsonie · oligopolie · omzetbelasting · overheidsfalen · perfecte markt · prijs · prijsafspraak · solvabiliteit · staatsbankroet · staatsschuld · vraag · volkomen concurrentie